# Jens Jørgen Bolvig
Jens Jørgen Bolvig (født 15. januar 1930 i Aalborg, død 20. februar 2024) var en dansk hortonom (cand.hort.) og erhvervschef i Hjørring, folketingsmedlem for Det Radikale Venstre (1977-81) og landsformand for Konservativ Ungdom (1958-60). Bolvig var særligt kendt for i 1996-1997 at have skjult tre afviste asylansøgere fra Hviderusland.

## Baggrund
Bolvig er født i Hasseris, Aalborg.

## Politisk karriere
Efter befrielsen i 1945 meldte den 15-årige Bolvig sig ind i Dansk Samling, som på daværende tidspunkt var en del af befrielsesregeringen under ledelse af statsminister Vilhelm Buhl. Efter opløsningen af Dansk Samling i 1947 blev Bolvig medlem af Konservativ Ungdom, hvor han i begyndelsen af 1950'erne blev formand for Konservativ Ungdom i Aalborg. I 1953 valgtes Bolvig til foreningens hovedbestyrelse og senere medlem af forretningsudvalget. Bolvig var i perioden 1958 til 1960 landsformand for Konservativ Ungdom.
Sideløbende med sin aktivitet i Konservativ Ungdom arbejdede Bolvig på at bevare og frede Ulvedybet nordvest for Aalborg, hvor der på daværende tidspunkt var planer om landindvinding. Han indsamlede blandt andet 5.000 underskrifter mod tørlægningen. Bolvig var på daværende tidspunkt ansat ved det landøkonomiske selskab i Hjørring Amt, og hans aktivitet generede Hedeselskabets direktør, som uden held forsøgte at få ham fyret. I 1958 blev Ulvedybet fredet af fredningsnævnet for Hjørring Amt, og denne kendelse blev i 1959 stadfæstet af Overfredningsnævnet.
Ved folketingsvalget i 1964 og 1966 var Bolvig opstillet for Det Konservative Folkeparti i Mariagerkredsen i Randers Amtskreds, og fik ved valgene henholdsvis 618 og 434 personlige stemmer. Bolvig blev fundet for "rød" af de lokale partimedlemmer, som efterfølgende afsatte ham som folketingskandidat. Derefter meldte han sig ud af partiet og var partiløs frem til indmeldelsen i Det Radikale Venstre i begyndelsen af 1970'erne.
I 1973 blev Bolvig valgt og opstillet som radikal folketingskandidat i Fjerritslevkredsen, der var en opstillingskreds i Nordjyllands Amtskreds. Ved det førstkommende folketingsvalg samme år fik Bolvig 1.719 personlige, som var det næsthøjeste stemmetal på den radikale liste. Det Radikale Venstre fik to mandater i Nordjyllands Amtskreds ved dette valg, men grundet valgtekniske foranstaltninger til fordeling af listestemmer, så gik de to mandater til Erik Hansen og Per Gudme. Ved det efterfølgende valg i 1975 gik Det Radikale Venstre tilbage med syv mandater på landsplan og mistede et mandat i Nordjyllands Amtskreds. I 1977 mistede partiet yderligere syv mandater på landsplan, men her lykkedes det Bolvig at blive valgt i Aarskredsen på et tillægsmandat med 1.206 personlige stemmer. Ved det efterfølgende valg i 1979 blev Bolvig genvalgt, igen som det eneste mandat fra Nordjylland frem til valget i 1981.
Allerede i 1960 blev Bolvig aktiv i flygtningedebatten, blandt andet ved at organisere flygtningehjælp. Fra 1996-97 skjulte Bolvig tre afviste asylansøgere fra Hviderusland i sit hjem nær Løkken, hvilket ved byretten i Hjørring blev takseret til en bøde på 4.000 kr. og anket til Vestre Landsret, der takserede forseelsen til 2.500 kr.
I 2000 meldte Bolvig sig ind i Venstre.

## Erhvervskarriere
Bolvig var mangeårig erhvervschef i Hjørring, hvor han blandt andet var med til at få flyttet Hærens Materielkommando til byen.